# Hannah Arendt (filme)
Hannah Arendt (prt: Hannah Arendt; bra: Hannah Arendt, ou Hannah Arendt - Ideias Que Chocaram o Mundo) é um filme teuto-franco-luxemburguês de 2012, do gênero drama histórico-biográfico, dirigido por Margarethe von Trotta, com roteiro de Pam Katz e da própria diretora baseado na vida da filósofa política judaico-alemã Hannah Arendt, interpretada por Barbara Sukowa.
Distribuído pela Zeitgeist Films, estreou nos Estados Unidos em 29 de maio de 2013.

## Sinopse
Para Hannah Arendt (Barbara Sukowa) os Estados Unidos dos anos 50 é um sonho realizado, depois de chegar lá com seu marido Heinrich (Axel Milberg) como refugiados de um campo de concentração nazista na França. Nos EUA, surge a oportunidade dela cobrir o julgamento do nazista Adolf Eichmann para a The New Yorker. Ela escreve sua avaliação sobre o caso e outros fatos desconhecidos, e  a revista separa tudo em 5 artigos. Porém, aí começa o drama de sua vida, pois nos artigos mostra que nem todos que participaram dos crimes de guerra eram verdadeiros monstros, segundo ela, judeus também estavam envolvidos e ajudaram na matança dos seus iguais. A sociedade se volta contra ela e a New Yorker, e as críticas são tão fortes que até mesmo seus amigos mais próximos se assustam.

## Elenco
- Barbara Sukowa como Hannah Arendt
- Janet McTeer como Mary McCarthy
- Klaus Pohl como Martin Heidegger
- Nicholas Woodeson como William Shawn
- Axel Milberg como Heinrich Blücher
- Julia Jentsch como Lotte Köhler
- Ulrich Noethen como Hans Jonas
- Michael Degen como Kurt Blumenfeld
- Victoria Trauttsmansdorf como Charlotte Beradt
- Freiderike Becht como Hannah Arendt (jovem)
- Harvey Friedman como Thomas Miller
- Megan Gay como Francis Wells
- Claire Johnson como Ms. Serkin
- Gilbert Johnston como professor Kahn
- Tom Leik como Jonathan Schell

## Prêmios
- 2012: Toronto International Film Festival - seleção oficial[6][7]
- 2012: New York Jewish Film Festival - seleção oficial[8][9]